# Careproctus dubius
Careproctus dubius är en fiskart som beskrevs av Zugmayer, 1911. Careproctus dubius ingår i släktet Careproctus och familjen Liparidae. Inga underarter finns listade.